# Aron Ralston
Aron Lee Ralston (* 27. října 1975 Indianapolis) je americký horolezec, dobrodruh a motivační řečník. Známým se stal v květnu 2003, kdy se mu stala nehoda při canyoningu v Utahu. Pět dní a sedm hodin byl uvězněn pod balvanem, který mu sevřel pravou ruku proti stěně kaňonu. Zachránil se tím, že si v předloktí amputoval sevřenou ruku. Tuto událost popsal v autobiografické knize Between a Rock and a Hard Place, která se stala námětem k filmu 127 hodin režiséra Dannyho Boyla.

## Nehoda
Dne 26. dubna 2003 se vydal na cestu do "Blue John Canyon" v Národním parku Canyonlands v jihovýchodním Utahu. Nehoda se stala, když slézal do úzkého kaňonu, kde uvolnil balvan, který mu dopadl na ruku a zaklínil pravé předloktí proti stěně kaňonu. U sebe měl pouze 350 ml vody, přestože upíjel jen po malých dávkách, po 3 dnech mu voda došla (dále pil vlastní moč, kterou si nastřádal do vaku na vodu). Nejdříve se snažil nožem odsekat kusy balvanu, ale po několika hodinách úsilí dosáhl jen nepatrného pokroku. Pravděpodobnost záchrany třetími osobami byla velmi malá, nikdo o jeho cestovních plánech nevěděl. Pohřešovaný začal být až třetí den po odchodu z domova, když nepřišel do zaměstnání. Pátrání po něm bylo zahájeno až po uplynutí 24hodinové lhůty. V té době byl již natolik dehydrovaný, že se rozhodl amputovat si ruku. Amputace se nezdařila, svým tupým multifunkčním kapesním nožem si způsobil pouze povrchní řezné rány. Čtvrtý den se rozloučil svou nahrávkou na video. Do pískovce vytesal své jméno a datum úmrtí (duben 2003). Pátý den, 1. května 2003 přes halucinace a spánkovou deprivaci přišel na způsob, jak si zlomit ruku v předloktí a uřízl si zbytek ruky. Když se vyprostil a vystoupil z kaňonu, musel ujít ještě přibližně 13 kilometrů, než se mu podařilo potkat nizozemskou rodinu, která zde byla na dovolené. Ti přivolali pomoc. V té době již policie lokalizovala jeho auto a v blízkém okolí probíhala pátrací operace. Pomocí helikoptéry byl dopravený do nemocnice v Moabu.

## Život po nehodě
Po nehodě se stále věnuje horolezectví a cestování. Stal se známým motivačním řečníkem. Jeho příběh vzbudil velkou mediální pozornost. Vystoupil v několika talk show a také v jedné epizodě seriálu Simpsonovi. Jeho autobiografická kniha Between a Rock and a Hard Place, se stala bestsellerem. Posloužila také jako námět filmu 127 hodin britského režiséra Dannyho Boyla, který získal 6 nominací na Oscara.